# Tem Criança na Cozinha
Tem Criança na Cozinha foi um programa de televisão culinário produzido e exibido pelo Gloob de 15 de abril de 2013 a 26 de junho de 2015, em 130 episódios e um total de cinco temporadas.

## Apresentadores
- Luísa Giesteira (temporadas 1–4)
- Eduardo Martins (temporadas 1–4)
- Luigi Montez (temporadas 1–4)
- Drico Alves (temporada 5)
- Lara Cariello (temporada 5)
- Thiago Lopes (temporada 5)

## Temporadas
| Temporada | Temporada             | N° de Episódios | Estreia de Temporada   | Final de Temporada |
| --------- | --------------------- | --------------- | ---------------------- | ------------------ |
|           | 1                     | 26              | 19 de abril de 2013    | 23 de maio de 2013 |
| 2         | 18 de outubro de 2013 | 26              | 27 de novembro de 2013 |                    |
| 3         | 7 de março de 2014    | 26              | 11 de abril de 2014    |                    |
| 4         | 18 de agosto de 2014  | 26              | 26 de setembro de 2014 |                    |
| 5         | 22 de maio de 2015    | 26              | 26 de junho de 2015    |                    |